# Tore Nyberg (konstnär)
Tore Lennart Nyberg, född 28 september 1911 i Stockholm, död 18 september 1993, var en svensk konstnär och tecknare.
Han var son till Henning Nyberg och Signe Ingeborg Charlotta Jansson samt bror till Elsa Kjellström. Nyberg studerade vid Tekniska skolan 1926–1930 och vid Konsthögskolan i Stockholm 1930–1931 samt vid Blombergs målarskola. Separat ställde han ut på De Ungas salong i Stockholm 1944 och på Lilla galleriet 1948. Tillsammans med Donald William-Olsson ställde han ut på Borås konsthall 1947. Han medverkade i åtskilliga samlingsutställningar med Sveriges allmänna konstförening sedan 1938 och han medverkade i Nationalmuseums utställning Unga tecknare 1938–1942 och i ett flertal av Liljevalchs höstsalonger. Hans konst består huvudsakligen av stilleben, figurer och landskap i en färgskala som visar släktskap med Göteborgsmåleriet. I mitten av 1950-talet övergick han till en mer nonfigurativ stil med tavlor som präglades av geometriska former. Nyberg är representerad vid Värmlands museum i Karlstad. Han var gift med konstnären Birgit Forssell (1909–2003). Makarna är gravsatta i Gustav Vasa kyrkas kolumbarium i Stockholm.